# Tofieldia cernua
Tofieldia cernua là một loài thực vật có hoa trong họ Tofieldiaceae. Loài này được Sm. miêu tả khoa học đầu tiên năm 1817.